# 인터콘티넨탈 상하이 원더랜드
인터콘티넨탈 상하이 원더랜드(InterContinental Shanghai Wonderland, 上海洲际世茂仙境酒店)는 중국 상하이시 쑹장구에 위치하고 있는 호텔이자 세계 최초의 지하 호텔이다.
그러나 이 호텔은 지하 17층, 지상 2층 규모로 실질적인 진짜 지하층은 지하 15 ~ 17층 사이이며, 실질적인 지상층은 1층과 2층 등 단 2개의 층만 지상층으로 구성되어 있다. 이와 같이 세계에서 가장 낮은 층수를 가진 호텔로 기록하였던 것으로 드러나고 있으며, 예전에 쓰다가 버려진 채석장을 개발한 지하 호텔이기도 하다. 다른 이름은 션컹호텔이기도 하며, 2013년 착공, 2018년 11월 20일에 준공되었다. 그리고 숙박료는 미화로 약 600$에 이른 것으로 집계되어 있으며, 그 외에도 호텔의 등급은 5성급 호텔로 이미 지정된 상태이다.